# Instituto de la Juventud de Extremadura
El Instituto de la Juventud de Extremadura (IJEX) es un órgano dependiente de la Junta de Extremadura creado en el año 2007 y dependiente actualmente de la Consejería de Cultura e Igualdad.

## Funciones
Su función principal es gestionar las políticas de juventud correspondientes al ámbito regional, así como promover la diferente regulación de estas. Según el decreto de creación de este organismo, algunas de sus funciones entre otras son:
- Impulsar y coordinar la ejecución y el seguimiento de las directrices generales en materia de juventud a desarrollar en la Comunidad Autónoma de Extremadura.
- Diseñar y desarrollar Planes de Juventud de carácter integral, consensuados entre todos los departamentos institucionales implicados.
- Favorecer la autonomía personal, la plena convivencia o la inserción social de la juventud, incidiendo especialmente en los ámbitos de emancipación, empleo, vivienda, salud, juventud rural y participación.
- Impulsar los valores de creatividad e innovación a través de la igualdad de oportunidades, así como generar un ocio creativo y de calidad a través de iniciativas como los espacios para la creación joven o la factoría joven.
- Fomentar y apoyar el voluntariado social joven, especialmente el dirigido a la educación, cooperación al desarrollo y programas de intervención social.
- Coordinar con las corporaciones locales las competencias en materia de juventud en la puesta en marcha de Planes de Juventud.
- Cualquier otra función que le pudiera corresponder para el logro de sus fines o pudiera serle encomendada por la legislación vigente.

## Programas importantes
De él dependen programas como la Red de Espacios para la Creación Joven y Factorías Joven, Carné Joven, Jóvenes cooperantes y otros muchos.

## Lista de directores/as generales
Susana Martín Gijón (2007-2011)
Rosa Álvarez Fernández (2011-2015)
Felipe González Martín (desde 2015)

## Sede social
La sede actual del Instituto de la Juventud es en Mérida, Paseo de Roma, s/n, Módulo E.